# Jevgenij Andrikanis
Jevgenij Andrikanis (russisk: Евге́ний Никола́евич Андрика́нис) (født 27. december 1909 i Paris, død 19. december 1993 i Moskva i Rusland) var en sovjetisk filminstruktør og manuskriptforfatter.

## Filmografi
- Severnaja povest (Северная повесть, 1960)[1][2]